# 多田脩二
多田 脩二（ただ しゅうじ、1969年 - ）は、日本の構造家。愛媛県出身
1995年日本大学大学院理工学研究科建築学専攻博士前期課程修了。その後佐々木睦朗構造計画研究所を経て2002年多田脩二構造設計事務所設立。
福島加津也と冨永祥子設計の「中国木材名古屋事業所」で第16回JSCA賞 作品賞。また2005年、松井源吾賞を受賞する。